# Chaghcharan
Chaghcharan è la principale città della provincia di Ghowr nell'Afghanistan centrale, così come delle altre province circostanti. 

## Descrizione
La città si trova a 2.280 m s.l.m. lungo il fiume Hari Rud. Ha circa 15.000 abitanti ed è la più popolata della provincia. La maggior parte della popolazione è di origine tagika.
La città è collegata ad Herat (a ovest) da una strada lunga 380 chilometri e, alla stessa distanza ma verso est, a Kabul. Tuttavia, a causa del clima assai rigido, questa via è spesso chiusa d'inverno ed anche d'estate possono essere necessari tre giorni di guida per raggiungere Herat. Chagcharan dispone anche di un aeroporto con una pista lunga 1.800 metri.
Nel 2004 aprì una stazione radio indipendente, راديو صداي صلح (Radio Voce della Pace), la prima del genere in questa parte dell'Afghanistan.
Nel giugno 2005 l'ISAF stabilì nella città un Team di ricostruzione provinciale (Provincial Reconstruction Team, PRT) a guida lituana, in cui operavano anche croati, danesi, statunitensi, ucraini e islandesi.